# Rakisberg

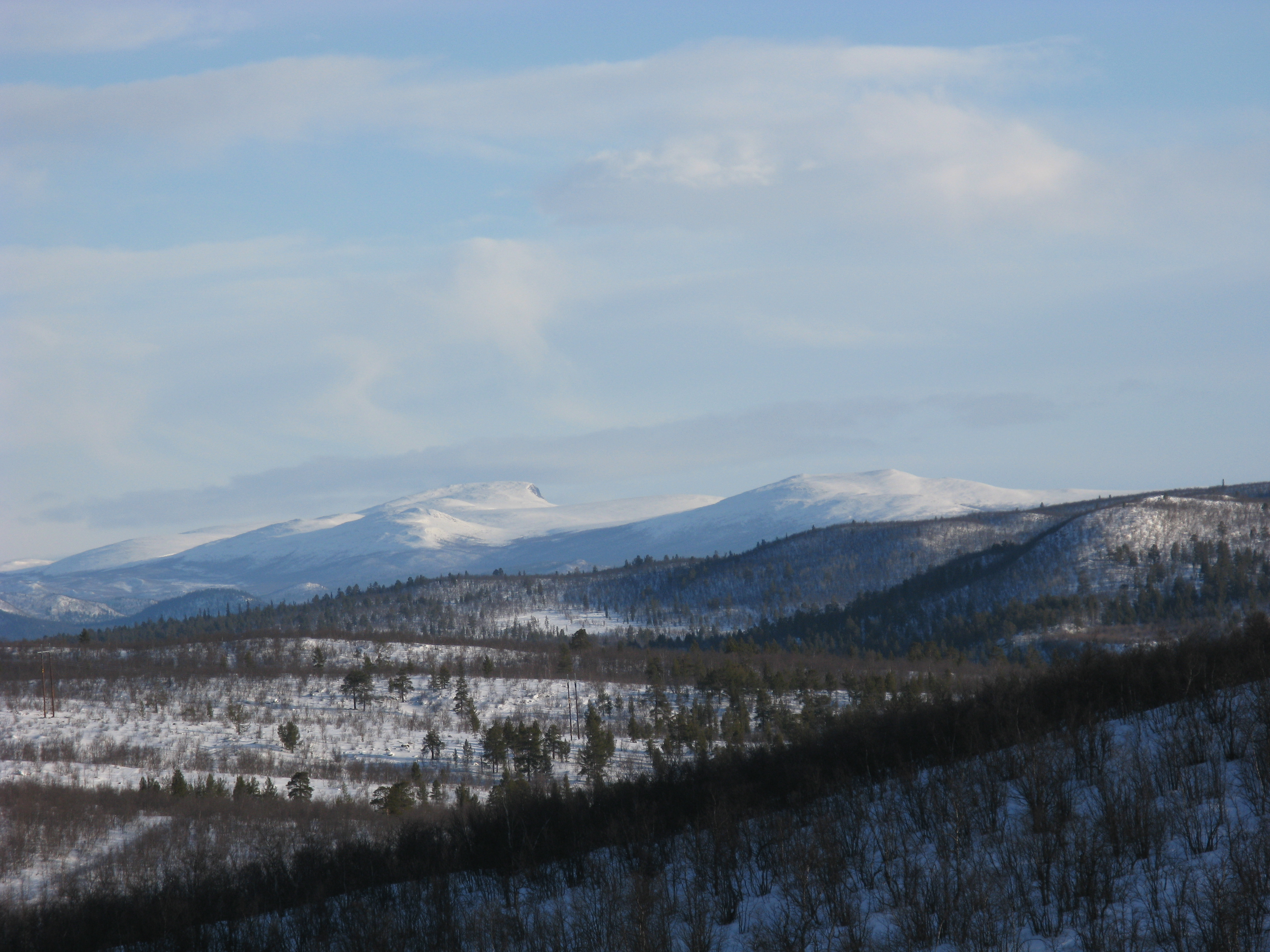
Rakisberg gezien vanuit Kiruna

De Rakisberg, Zweeds: Rakisvaara, Samisch: Rágesvárri, is een bergmassief in het noorden van Zweden, dichterbij de grens met Noorwegen en het Torneträsk op ongeveer 20 km dan de plaats Kiruna op 45 km. Het bergmassief heeft toppen tot 980 meter hoogte.